# Нескопек Тауншип (округ Лузерн, Пенсільванія)
Нескопек Тауншип (англ. Nescopeck Township) — селище (англ. township) в США, в окрузі Лузерн штату Пенсільванія. Населення — 1081 особа (2020).

## Демографія
Згідно з переписом 2010 року, у селищі мешкало 1155 осіб у 444 домогосподарствах у складі 339 родин. Було 483 помешкання
Расовий склад населення:
| - 98,0 % — білих - 0,3 % — корінних американців - 0,3 % — азіатів - 0,2 % — чорних або афроамериканців |

До двох чи більше рас належало 0,8 %. Частка іспаномовних становила 0,8 % від усіх жителів.
За віковим діапазоном населення розподілялося таким чином: 20,3 % — особи молодші 18 років, 65,2 % — особи у віці 18—64 років, 14,5 % — особи у віці 65 років та старші. Медіана віку мешканця становила 44,1 року. На 100 осіб жіночої статі у селищі припадало 101,9 чоловіків;  на 100 жінок у віці від 18 років та старших — 98,1 чоловіків також старших 18 років.
Середній дохід на одне домашнє господарство  становив 64 133 долари США (медіана — 58 500), а середній дохід на одну сім'ю — 73 374 долари (медіана — 70 066). За межею бідності перебувало 1,9 % осіб, у тому числі 0,0 % дітей у віці до 18 років та 2,4 % осіб у віці 65 років та старших.
Цивільне працевлаштоване населення становило 665 осіб. Основні галузі зайнятості: виробництво — 23,5 %, освіта, охорона здоров'я та соціальна допомога — 17,4 %, роздрібна торгівля — 14,3 %.